# Lời thỉnh cầu Quái vật
Lời thỉnh cầu Quái vật (tên gốc tiếng Anh: A Monster Calls) là một phim điện ảnh chính kịch kỳ ảo của Tây Ban Nha năm 2016 với ngôn ngữ nói là tiếng Anh. Phim được đạo diễn bởi J. A. Bayona với phần kịch bản do Patrick Ness thực hiện, dựa theo cuốn tiểu thuyết Quái vật ghé thăm xuất bản năm 2011 của anh. Phim có sự tham gia diễn xuất của Sigourney Weaver, Felicity Jones, Toby Kebbell, Lewis MacDougall, và Liam Neeson. Nội dung phim kể về Conor (MacDougal), một cậu bé có người mẹ (Jones) đang mắc bệnh nan y; một đêm, cậu được một Quái vật cây khổng lồ ghé thăm (Neeson), nói rằng hắn sẽ quay trở lại gặp cậu mỗi đêm để kể cho cậu nghe ba câu chuyện.
Lời thỉnh cầu Quái vật ra mắt vào ngày 10 tháng 9 năm 2016 tại Liên hoan phim quốc tế Toronto 2016. Sau đó phim được công chiếu vào ngày 7 tháng 10 năm 2016 tại Tây Ban Nha, ngày 9 tháng 12 năm 2016 tại Việt Nam và ngày 1 tháng 1 năm 2017 tại Vương quốc Anh. Tại Mỹ, phim được công chiếu giới hạn vào ngày 23 tháng 12 năm 2016, sau đó được phổ biến rộng rãi vào ngày 6 tháng 1 năm 2017. Phim nhận được nhiều ý kiến tích cực từ giới chuyên môn, đề cao về chủ đề, đạo diễn, diễn xuất của các diễn viên và phần hiệu ứng hình ảnh, dù phần cốt truyện được cho là quá tối tăm. Phim thu về tổng cộng hơn 47 triệu USD trên toàn thế giới.

## Nội dung
Conor O’Malley (Lewis MacDougall), một cậu bé 13 tuổi đang phải đối mặt với nỗi sợ hãi mất đi mẹ mình (Felicity Jones), người đang bị giày vò bởi căn bệnh ung thư ác tính. Để mẹ an tâm điều trị, Conor phải chuyển tới sống cùng người bà khô khan và kĩ tính (Sigourney Weaver). Không chỉ vậy, cậu cũng thường bị bạn bè bắt nạt. Conor bắt đầu tìm cách lẩn trốn trong thế giới tưởng tượng do bản thân tạo ra.
Một ngày, một Quái vật cây (Liam Neeson) tìm đến và luôn xuất hiện trước cửa sổ phòng Conor lúc 12:07 hàng đêm. Quái vật đưa cậu tới vùng đất của trí tưởng tượng bằng những câu chuyện của mình. Từ cảm giác sợ hãi, giận dữ, Conor dần trở nên hứng thú với những câu chuyện. Tuy nhiên, để có được điều mình muốn, Conor phải thực hiện giao kèo với Quái vật: kể câu chuyện thứ tư, sau khi Quái vật kết thúc chuỗi ba câu chuyện của mình. Bằng những câu chuyện, cổ xưa, uy nghiêm và đầy triết lý, Quái vật đã dạy cho Conor biết về lòng can đảm, niềm tin và lẽ phải.

## Diễn viên
- Lewis MacDougall vai Conor O'Malley
- Sigourney Weaver vai bà ngoại của Conor
- Felicity Jones vai Lizzie O'Malley, mẹ của Conor
- Toby Kebbell vai cha của Conor
- Liam Neeson vai "Quái vật" (lồng tiếng và diễn xuất)[4]
- James Melville as Harry, a school bully who frequently targets Conor
- Geraldine Chaplin vai hiệu trưởng trường trung học của Conor

## Sản xuất
Focus Features mua bản quyền cuốn tiểu thuyết vào tháng 3 năm 2014. Patrick Ness, tác giả của cuốn sách, đảm nhiệm vai trò biên kịch cho phim, cùng với J. A. Bayona ở vị trí đạo diễn. Ngày 23 tháng 4 năm 2014, Felicity Jones tham gia dàn diễn viên với vai diễn mẹ của Conor. Ngày 8 tháng 5, Liam Neeson được bổ nhiệm lồng tiếng vai diễn Quái vật, vào ngày 18 tháng 8, Sigourney Weaver xác nhận tham gia diễn xuất với vai bà ngoại của Conor. Một ngày sau, Toby Kebbell cũng xác nhận sẽ tham gia đóng trong Lời thỉnh cầu Quái vật. Ngày 3 tháng 9 năm 2014, nhà văn Ness tweet rằng Lewis MacDougall sẽ đảm nhiệm vai diễn chính của phim. Ngày 30 tháng 9, Geraldine Chaplin tham gia dàn diễn viên với vai giáo viên hiệu trưởng.

### Quay phim
Công việc quay phim bắt đầu vào ngày 30 tháng 9 năm 2014, tại Tây Ban Nha và Đảo Anh. Ngày 9 tháng 10, đội ngũ làm phim chuyển địa điểm quay qua một số nơi như Preston, Lancashire, Rivington Pike (Chorley/Horwich), Manchester và Marsden Denshaw.
Liam Neeson, người lồng tiếng cho nhân vật Quái vật cây, không tham gia vào toàn bộ quá trình quay phim. Anh hoàn thành quá trình bắt chuyển động trong hai tuần trước đó.

## Phát hành
Ngày khởi chiếu ban đầu của Lời thỉnh cầu Quái vật dự định là trong tháng 10 năm 2016, tuy nhiên phim phải dời lịch công chiếu để tránh cạnh tranh với Jack Reacher: Không quay đầu, Boo! A Madea Halloween, Trò chơi gọi hồn 2, và Keeping Up with the Joneses. Phim được chốt ngày chiếu giới hạn vào 23 tháng 12 năm 2016 tại Mỹ và khởi chiếu rộng rãi tại quốc gia này vào ngày 6 tháng 1 năm 2017. Tại Vương quốc Anh phim được công chiếu vào ngày 1 tháng 1 năm 2017 bởi Entertainment One và Lionsgate, và tại Ấn Độ vào ngày 6 tháng 1 năm 2017, bởi B4U Relativity. Phim được khởi chiếu trước đó tại Việt Nam vào ngày 9 tháng 12 năm 2016.

## Tiếp nhận

### Doanh thu phòng vé
Lời thỉnh cầu Quái vật đã thu về 3,7 triệu USD tại Mỹ và Canada và 43,5 triệu USD tại các quốc gia và vùng lãnh thổ khác, với tổng doanh thu toàn cầu là 47,3 triệu USD, trong khi kinh phí để thực hiện phim lên tới 43 triệu USD.
Tại Bắc Mỹ, phim được công chiếu rộng rãi với Thế giới ngầm: Trận chiến đẫm máu cùng với Hidden Figures và Lion, và được dự đoán sẽ thu về 10 triệu USD từ 1,523 rạp chiếu trong tuần lễ mở màn. Tuy nhiên, phim chỉ thu về 659,000 USD trong ngày đầu công chiếu, doanh thu cuối tuần chỉ đạt chưa tới 2 triệu USD, xếp thứ 13 về doanh thu phòng vé tuần.

### Đánh giá chuyên môn
Lời thỉnh cầu Quái vật nhận được nhiều lời khen ngợi từ các nhà phê bình điện ảnh. Trang Rotten Tomatoes đánh giá phim ở mức 86%, dựa trên 266 nhận xét, với điểm trung bình 7,58/10. Trang này nhận định, "Lời thỉnh cầu Quái vật đã khéo léo cân bằng giữa chủ đề tối tăm và các yếu tố kỳ ảo để mở ra một cánh cửa đầy mê muội và phi thường vào mảnh đất màu mỡ của tuổi mới lớn". Trên trang Metacritic, phim được đánh giá số điểm 76 trên 100, dựa trên 39 nhà phê bình. Khảo sát khán giả trên trang CinemaScore cho phim điểm "A" trên thang từ A+ đến F.